# Heniochus diphreutes
Heniochus diphreutes е вид бодлоперка от семейство Chaetodontidae. Видът не е застрашен от изчезване.

## Разпространение и местообитание
Разпространен е в Австралия, Джибути, Египет, Еритрея, Йемен, Израел, Индия (Андамански и Никобарски острови), Индонезия, Йордания, Кения, Коморски острови, Мавриций, Мадагаскар, Майот, Малдиви, Малки далечни острови на САЩ (Атол Джонстън), Мианмар, Мозамбик, Нова Зеландия, Папуа Нова Гвинея, Реюнион, Саудитска Арабия, САЩ (Хавайски острови), Северни Мариански острови, Соломонови острови, Сомалия, Судан, Тайланд, Танзания, Филипини, Френски южни и антарктически територии (Нормандски острови), Шри Ланка, Южна Африка, Южна Корея и Япония.
Обитава крайбрежията на морета и рифове. Среща се на дълбочина от 3 до 124 m, при температура на водата от 21,7 до 27,8 °C и соленост 34,6 – 35,3 ‰.

## Описание
На дължина достигат до 21 cm.
Популацията на вида е стабилна.